# Vanda Milun
Vanda Milun (1970.) je hrvatska rukometašica. Igra na mjestu vanjske igračice. Kandidatkinja za športašicu godine grada Solina 2003. godine.
Igrala je za Brodosplit Inženjering u kojem je bila kapetanica.